# 오하라 사야카
오하라 사야카(大原 さやか, 1967년 5월 25일 ~ )는 일본의 성우, 나레이터이다. 가나가와현 요코하마시 출신. 애칭은 사아야, 사야사야. 도쿄배우생활협동조합 소속. 켄프로덕션 소속의 오하라 타카시는 친동생.

## 내력
- 성우계 제일의 교토 매니아.
- 한일 합동작품이었던 카레이도 스타의 레이라 역을 맡아, 관련 웹라디오를 소라역을 맡은 히로하시 료와 진행했는데 그 반응은 가히 폭발적이어서 오하라가 온센(웹라디오 방송국)의 여왕이라는 칭호를 얻게 되었다.
- 온센내의 각 방송들에서 문제나 당점자 등을 결정할 때 사용하는 통칭 『불길한 황금 박스』 라고 불리는 황금색 추첨 상자의 이름은 오하라가 지은 것이다.
- 나레이터로 케이큐・케이오등의 역 플랫폼 아나운스나 휴대전화 au의 음성전반 나레이션. DJ로서 bayfm의 연속프로그램『NOW HITS STREET』도 담당하고 있다.
- 카레이도 스타 작중에서 레이라 해밀턴이 발언한「너에게는 실망했어」(제39화 『참혹한 굉장한 제전』의 후반에 나온다)라는 대사는 작중 제일의 명대사로, 이 작품이 TV방영 종료 후에 개시된 인터넷 라디오 스고라지에선 청취자를 꾸짖는 코너가 생길 정도로 발전했다.
- 괭이 갈매기 울적에 라디오 EpisodeR -Radio of the golden witch 에서는 나오는 모든 게스트가 『사아야』라는 닉네임을 부르는게 룰이였다.
- 사이가 좋은 성우 동료로서 이토 시즈카의 이름을 올렸다. 집도 가깝지만 대개 술친구 관계라고 한다.

## 출연작

### TV 애니메이션
1999년
- 성계의 문장(크포스피아)

2001년
- 스타오션 EX (니네)
- 기동천사 엔젤릭 레이어 (히카와 유코)

2002년
- 갤럭시 앤젤 A(메어리 소령)
- 아즈망가 대왕(키무라의 아내)
- 아침 안개의 무녀 (미도우 시즈카)

2003년
- 스크랩드 프린세스(라크웰 카슬)
- 카레이도 스타(레이라 해밀턴)
- 포포땅 (아이)
- 정들면 고향 코스모스장(쿠리노하나 쿠리카)
- 스트라토스 4(키사라기 사야카)

2004년
- 갤럭시 앤젤 X (메어리 소령)
- 마리아님이 보고계셔 ~봄~ (야마무라 선생)
- 미도리의 나날 (가스카베 하루카, 링)
- 빛과 물의 다프네 (혼죠 레나)

2005년
- 블리치 (쿠로사키 마사키)
- 영국사랑 이야기 엠마 (그레이스 존스)
- 이 사람이 나의 주인님(사와타리 미즈호)
- 작안의 샤나('역리의 재자' 베르페오르)
- 파니포니대쉬(이가라시 미유키)
- 허니와 클로버 (하라다 리카, 아마다의 어머니)
- ARIA The ANIMATION(아리시아 플로렌스)

2006년
- 두근두근 이웃사촌 (아리사카 하츠네)
- 서쪽의 착한 마녀 (헤일라)
- 코드기어스 반역의 를르슈 (밀레이 애쉬포드, 를르슈 비 브리타니아[어린시절])
- ARIA The NATURAL (아리시아 플로렌스)
- 허니와 클로버 II (하라다 리카)
- xxxHOLiC (이치하라 유코)

2007년
- 괴물왕녀 (마카세)
- 로미오X줄리엣 (하마이오나)
- 멋진 탐정 라비린스 (토마루 미야코)
- 모야시몽 (하세가와 하루카)
- 뱀부 블레이드 (무무 하우스의 점장)
- 스케치북 ~full color's~(카지와라 아오)
- 영국사랑 이야기 엠마 제2막 (그레이스 존스)
- 작안의 샤나 II ('역리의 재자' 베르페오르)
- 캐릭캐릭 체인지 (나데시코의 엄마)
- DARKER THAN BLACK -검은 계약자- (미나)
- MAJOR 3기 (사오토메 시즈카)

2008년
- ARIA The ORIGINATION (아리시아 플로렌스)
- 코드기어스 반역의 를르슈R2 (밀레이 애쉬포드)
- xxxHOLiC◆계 (이치하라 유코)
- Mnemosyne-므네모슈네의 딸들- (로라)
- 토라도라! (타카스 야스코)

2009년
- 흑신 The Animation（사노 아카네）
- 전장의 발큐리아（세르베리아・브레스）
- 철완 바디 DECODE:02（사나다 카오리）
- 괭이갈매기 울 적에 (베아트리체)
- 페어리 테일 (엘자 스칼렛)
- 어떤 과학의 초전자포 (테레스티나 키하라 라이프라인)

2010년
- 꿈빛 파티시엘 (여관장)
- 다다미 넉 장 반 세계일주 (히구치 케이코)
- MM! (사도 토모코, 역 내의 아나운스)
- 소녀요괴 자쿠로 (츠쿠하네)
- 성흔의 퀘이사 (오이카와 우라라)
- 세키레이 〜Pure Engagement〜 (아사마 미야)
- 츄-브라!! (미즈노 타마키)
- 좀 더 투러브루 (結城林檎)

2011년
- 그날 본 꽃의 이름을 우리는 아직 모른다 (야도미 토우코)
- 레벨E (인어(트윈테일 머메이드))
- Rio RainbowGate! (카르티아 골드슈미트)
- 비탄의 아리아 (칸자키 카나에)
- 성흔의 퀘이사II (오이카와 우라라)
- 세계 제일의 첫사랑 (이치노세 에리카)
- 오빠 따위 전혀 좋아하지 않는다니까!! (타카나시 나나카)
- 은혼' (나라사키 사치)
- TIGER & BUNNY (삼자매 장녀 마리)
- 타마유라 (하나와 사요미)
- 토끼 드롭스 (코우키 어머니)
- 페어리 테일 (엘자 나이트워커)
- 페이트/제로 (아이리스필 폰 아인츠베른)
- 프리징 (미레나 마리우스)

2012년
- 아빠 말 좀 들어라! (타카나시 유리)
- 페이트제로 (아이리스필 폰 아인츠베른)

2015년
- 감옥학원 (마리(암학생회 회장))
- 세일러문 세일러 넵튠
- 에토타마 (츄땅)

2020년
- 불꽃 소방대 2장 (카요코 황)

### OVA
2005년
- 카레이도 스타 Legend of phoenix ~레이라 해밀턴 이야기~(레이라 해밀턴)
- 키라메키 프로젝트(크로네 엘스쥬네스)
- 전투요정소녀 도와줘! 메이브쨩(수퍼 실프)

2006년
- 프로젝트 블루 지구 SOS(에밀리)

2007년
- 박살천사 도쿠로 세컨드(바벨)
- ARIA The OVA ~ARIETTA~(아리시아 플로렌스)

### 극장판 애니메이션
2016년
- 너의 이름은.(미야미즈 후타바)

2020년
- 울고 싶은 나는 고양이 가면을 쓴다(사이토 미키)

2021년
- 아리아 : 더 베네디지오네(아리시아)
- 시도니아의 기사 : 사랑을 잣는 별(코바야시 함장)

### 게임
2001년
- 파이널 판타지X(루칠)

2003년
- 파이널 판타지X-2(루칠, 나다라)

2004년
- 테일즈 오브 리버스(힐다 럼블링)

2005년
- DUEL SAVIOR DESTINY(다리아 크라포드)

2006년
- 서몬 나이트4(로렛)
- 칭송받는 자 흩어져가는 자들에게의 자장가(울트리)
- ARIA The NATURAL ~먼 기억의 미라쥬~(아리시아 플로렌스)

2007년
- 오딘 스피어(그리젤다, 앨리스 엄마, 발칸)

2008년
- 페르소나4 (마가렛)

### CD

#### 드라마CD
- ARIA The ANIMATION Drama CD 시리즈(아리시아 플로렌스)
- ARIA The NATURAL Drama CD 시리즈(아리시아 플로렌스)
- fate Zero Drama CD 시리즈(아이리스필 폰 아인츠베른)

### 인터넷 애니메이션
2007년
- GR -자이언트 로보- - 이자벨라 레이드 중위

### 라디오
- 포포라지（라디오 오사카・TBS라디오：2003년4월 - 2003년12월27일、BEAT☆Net Radio!：2004년1월9일 - 2004년10월8일）
- 소라와 레이라의 대단한○○ - 히로하시 료와 공동진행. (인터넷 라디오, 2004년 6월 ~ 2006년 6월)
- 엠마 방송협회 Ch2 종합 라디오（TE-A room：2005년3월7일 - 2005년 8월29일）
- 코드기어스 반역일기 - 아라이 사토미와 공동진행. (인터넷 라디오, 2006년 10월 ~ 2008년 12월 26일)
- 라디오 xxxHOLiC◆계 - 키쿠치 미카와 공동진행. (인터넷 라디오, 2008년 6월 ~ 8월)
- 흑신 Radio시스템 - 나미카와 다이스케, 시타야 노리코와 공동진행.（온센：2008년 12월 5일 - 2009년 7월 3일）
- 『×××HOLiC』＆『츠바사』의 봄까지 못 기다려!（온센：2008년 12월 24일 - 2009년 3월 18일）
- 사운드드라마 페이트 제로 사운드 매터리얼 - 코야마 리키야와 공동진행(츠네마츠 아유미와 교대). (2009년 1월 29일 - )
- 괭이갈매기 울 적에 EpisodeR -Radio of the golden witch- (인터넷 라디오, 2009년 8월 26일 - )